# Le Show de M. Peabody et Sherman
Le Show de M. Peabody et Sherman (The Mr Peabody & Sherman Show) est une série télévisée d'animation américaine en 52 épisodes de 23 minutes, diffusée entre le 9 octobre 2015 et le 21 avril 2017 sur le service de streaming Netflix.
La série est basée sur les courts métrages intitulés Peabody's Improbable History, diffusés dans les années 1960, et reprend également certains éléments du film M. Peabody et Sherman : Les Voyages dans le temps sorti en 2014.
Au Canada, elle est également diffusée sur Family Channel. En France, elle est également diffusée depuis le 21 octobre 2017 sur Canal J. Au Québec, elle est diffusée à partir du 23 juin 2018 à Télé-Québec. En Belgique, elle sera diffusée sur OUFtivi.

## Synopsis
Après que le monde a découvert qu'il était possible de voyager dans le temps, M. Peabody, un chien, décide de mettre en place une émission de télévision. Accompagné d'un petit garçon nommé Sherman, ils racontent leurs voyages dans le temps dans leur appartement à Manhattan et accueillent parfois des personnages historiques.

## Fiche technique
- Titre original : The Mr Peabody & Sherman Show
- Titre français : Le Show de M. Peabody et Sherman
- Réalisation : Michael Bell, Greg Miller et John Sanford
- Scénario : Kara Lee Burk, Ted Key, John P. McCann, John T. Reynolds, Paul Rugg, Marco Schnabel, Matt Smith et Jay Ward
- Direction artistique : Kevin Dart
- Musique : Michael Corcoran (en) et Eric Goldman
- Casting : Ania Kamieniecki-O'Hare et Mary Hidalgo
- Production : Jim Corbett et Rob Minkoff
  - Production déléguée : David P. Smith, Tiffany Ward et Kirsten Newlands
  - Production exécutive : Kelley Derr
- Sociétés de production : DreamWorks Animation Television et Jay Ward Productions
- Pays d'origine :  États-Unis
- Langue originale : anglais
- Genre : série d'animation, comédie
- Durée : 22 minutes

## Distribution
- Chris Parnell (VF : Pierre-François Pistorio) : M. Peabody
- Max Charles (en) (VF : Jules Timmerman) : Sherman
- Da'Vine Joy Randolph (VF : Magali Bonfils) : Christine
- Dieter Jansen (nl) (VF : Sébastien Desjours) : M. Tatillon
- David P. Smith : Mme Hughes, Orchoptitron, Orville Wright
- Paul Rugg (en) : Napoléon
- Dee Bradley Baker (VF : Jackie Berger) : Mozart
- Nolan North : Marco Polo, John Sutter
- Josh Keaton : Wilbur Wright
- Grey DeLisle (VF : Dorothée Pousséo) : Cléopâtre
- Fred Tatasciore (VF : Michel Elias) : Winston Churchill, Zeus
- Tom Kenny : Barbe Noire
- Melanie Minichino : reine Isabelle
- Eric Bauza (VF : Fabrice Trojani) : Galilée
- Jeff Bennett : Mark Twain
- Farris Patton : Godiva

- Version française :
  - Société de doublage : TVS[4]
  - Direction artistique : Olivia Luccioni[4]

 Source et légende : version française (VF) sur RS Doublage

## Production
Le Show de M. Peabody et Sherman utilise l'animation 2D, à la place de la 3D en images de synthèse utilisée dans le film, pour un regard dessiné à la main qui fait écho aux courts métrages originaux de Jay Ward. DreamWorks Animation a travaillé avec le studio d'animation DHX Media pour produire la série, ce qui a nécessité environ trois mois et demi de travail par épisode.
Chris Parnell remplace Ty Burrell pour la voix de M. Peabody du film M. Peabody et Sherman : Les Voyages dans le temps sorti en 2014. Il a auditionné pour le rôle environ un an et demi avant la première diffusion de la série. En essayant de reproduire la voix originale de Bill Scott aussi proche que possible, il s'est préparé en regardant les courts métrages des années 1960. Max Charles (en) reprend le rôle de Sherman qu'il avait déjà eu pour le film. Un total de 78 épisodes sont prévus pour la série.

## Bande originale
La bande originale du Show de M. Peabody et Sherman est sortie le 2 octobre 2015 en téléchargement et le 11 décembre 2015 en CD chez Lakeshore Records (en). L'album contient des sélections de la bande originale de la série, y compris son thème principal.

## Épisodes
Note : chaque épisode est divisé en deux histoires de 11 minutes.

### Première saison (2015)
L'intégralité de la première saison est sortie le 9 octobre 2015.
1. La Parfaite première émission / Napoléon (The Perfect Show / Napoleon)
2. Coincés / Mozart (Stuck / Mozart)
3. Capitaine Cool / Marco Polo (Sherman's Pet / Marco Polo)
4. Le Chantage / Les Frères Wright (Handcuffs for a Song / Wright Brothers)
5. Le Contrat au pudding / Cléopâtre (New Sponsor / Cleopatra)
6. Trou noir / Winston Churchill (Black Hole / Winston Churchill)
7. Barbe Noire / Le Bébé-homme (Big Boy / Blackbeard)
8. Notre plus grande fan / La reine Isabelle (Biggest Fan / Queen Isabella)
9. Ett superfan / Drottning Isabella (Peabody's Parents / Galileo)
10. Badge Rally / Mark Twain (Patch Games / Mark Twain)
11. Une faveur pour Christine / Lady Godiva (Favor for Christine / Lady Godiva)
12. La Fête médiévale / John Sutter (Medieval Fest / John Sutter)
13. Émission virale / Voyage à Olympie (Outbreak / Ancient Greek Games)

### Deuxième saison (2016)
L'intégralité de la deuxième saison est sortie le 18 mars 2016.
1. En duplex depuis la Lune / La Grande Catherine (Show on the Road / Catherine the Great)
2. Œufs brouillés / George Stephenson (Scrambled Eggs / George Stephenson)
3. Émission sous chapiteau / Le Taj Mahal (Big Top Peabody / Taj Mahal)
4. Records du monde / Hotu Matu'a (World Records / Hotu Matu'a)
5. Sherman de A à Zzzz / Akashi Shiganosuke (Sherman From A to Zzzz / Akashi Shiganosuke)
6. Voxchoptitron est amoureux / John Harrington (Orchoptitron in Love / John Harrington)
7. Voyage au cœur de M. Tatillon / Annie Oakley (Inside Hobson / Annie Oakley)
8. Le Régime de M. Peabody / Ponce de León (Peabody's Diet / Ponce de León)
9. Sherman agent secret / Alexander Cartwright (Secret Agent Sherman / Alexander Cartwright)
10. L'Échange scolaire / Charles Dickens (Sherman Exchange Program / Charles Dickens)
11. Les Durs à Cuire / George Crum (Ruff Guyz / George Crum)
12. Nostradamus l'avait prédit / Sacagawea (I Knew That Was Gonna Happen / Sacagawea)
13. La Parfaite Émission bis / Aristophane (The Perfect Show Again / Aristophanes)

### Troisième saison (2016)
L'intégralité de la troisième saison est sortie le 21 octobre 2016.
1. La Colère de Hughes (The Wrath of Hughes)
2. Saute par-dessus le requin / Frédéric Bartholdi (Jump the Whale Shark / Frédéric Bartholdi)
3. Peabêta / Mary Anning (Pea Dummy / Mary Anning)
4. Contrôle du climat / Ziryab (Climate Control / Ziryab)
5. Échange de cerveaux / Koikawa Harumachi (Brain Switch / Koikawa Harumachi)
6. Super Sherman / Ada Lovelace (Super Sherman / Ada Lovelace)
7. Chasse à la souris / David Bushnell (Mouse Hunt / David Bushnell)
8. Doux petits mensonges / Allan Pinkerton (Sweet Little Lies / Allan Pinkerton)
9. Cabane les arbres / Reine Hatchepsout (Tree House / Queen Hatshepsut)
10. Voilà votre vie / Robert Edwin Peary (This Is Your Life? / Robert Peary)
11. Télethon / Enrico Caruso (Telethon / Enrico Caruso)
12. Fantomastique / Joseph Cugnot (Spooktacular / Nicolas-Joseph Cugnot)
13. Le Retour des Frères Guapo, première partie / Lucy Walker (Return of the Guapos: Part 1 / Lucy Walker)

### Quatrième saison (2017)
L'intégralité de la quatrième saison est sortie le 21 avril 2017 avant qu'elle soit annulée.
1. Le Retour des Frères Guapo, deuxième partie (Return of the Guapos: Part 2)
2. Le Retour des Frères Guapo, troisième partie (Return of the Guapos: Part 3)
3. Hoquet magique / Caius Maecenas (Magic Hiccups / Gaius Maecenas)
4. La Dent de Sherman / Le Disque d'or de Voyager (Sherman's Tooth / Voyager Gold Record)
5. Adieu bande dessinée / Harry Houdini (Gone Comic Gone / Harry Houdini)
6. Pea-pote / Première brigade canine (P-Bro / First Canine Police Force)
7. Pom-pom / Mansa Moussa (Cheerleaders / Mansa Musa)
8. La Journée des enfants au travail / Leif Erikson (Bring Your Kids to Work Day / Leif Erikson)
9. Voxchopi-cata-tron / Mulan (Orchopti-NOT-ron / Mulan)
10. Tout pour le Show / Peter Cooper (The Show's the Thing / Peter Cooper)
11. Livraison pour Peabody / Joe contre Peabody et Sherman (Peabody's Delivery / Joe vs. the Peabody and Sherman)
12. Déjà-vu / Edgar Allan Poe (Seen It / Edgar Allan Poe)
13. L'Émission vraiment parfaite le retour du retour / Abraham Lincoln (The Perfect Perfect Show Again Again  / Abraham Lincoln)

## Accueil
Après sa première diffusion sur Netflix en 2015, Le Show de M. Peabody et Sherman est l'une des séries d'animation les plus populaires du service de streaming.

## Récompenses et nominations
| Année | Récompense                             | Catégorie                                               | Récipiendaire                                                                                           | Résultat   |
| ----- | -------------------------------------- | ------------------------------------------------------- | --- | ---------- |
| 2016  | 43e cérémonie des Annie Awards         | Meilleur character designer pour une série d'animation  | Chris Mitchell et Keiko Murayama pour l'épisode Le Contrat au pudding / Cléopâtre                       | Nomination |
| 2016  | 43e cérémonie des Annie Awards         | Meilleurs décors pour une série d'animation             | Kevin Dart, Sylvia Liu, Chris Turnham et Eastwood Wong pour l'épisode Ett superfan / Drottning Isabella | Lauréat    |
| 2016  | Motion Picture Sound Editors Awards    | Meilleur montage sonore                                 | Devon Bowman                                                                                            | Nomination |
| 2016  | 43e cérémonie des Daytime Emmy Awards  | Meilleur programme d'animation pour enfants             | Le Show de M. Peabody et Sherman                                                                        | Nomination |
| 2016  | 43e cérémonie des Daytime Emmy Awards  | Meilleure réalisation dans un programme d'animation     | Mike Bell, Greg Miller et John Sanford                                                                  | Nomination |
| 2017  | 44e cérémonie des Annie Awards         | Meilleurs décors pour une série d'animation             | Kevin Dart, Sylvia Liu, Chris Turnham et Eastwood Wong pour l'épisode La Colère de Hughes               | Nomination |
| 2017  | 44e cérémonie des Annie Awards         | Meilleure performance vocale dans une série d'animation | Carlos Alazraqui pour l'épisode Ponce de León                                                           | Lauréat    |
| 2017  | 44e cérémonie des Daytime Emmy Awards, | Meilleur programme d'animation pour enfants             | Le Show de M. Peabody et Sherman                                                                        | Nomination |
| 2017  | 44e cérémonie des Daytime Emmy Awards, | Meilleure réalisation dans un programme d'animation     | Greg Miller                                                                                             | Nomination |
| 2017  | 44e cérémonie des Daytime Emmy Awards, | Meilleure chanson originale                             | Morse Code de Katie Herzig (en)                                                                         | Nomination |
| 2017  | 44e cérémonie des Daytime Emmy Awards, | Accomplissement remarquable individuel en animation     | Kevin Dart, directeur artistique (pour l'épisode La Colère de Hughes)                                   | Lauréat    |
| 2017  | 44e cérémonie des Daytime Emmy Awards, | Accomplissement remarquable individuel en animation     | Eastwood Wong, artiste de fond (pour l'épisode Peabêta / Mary Anning)                                   | Lauréat    |